# Huelga minera de Asturias de 1962

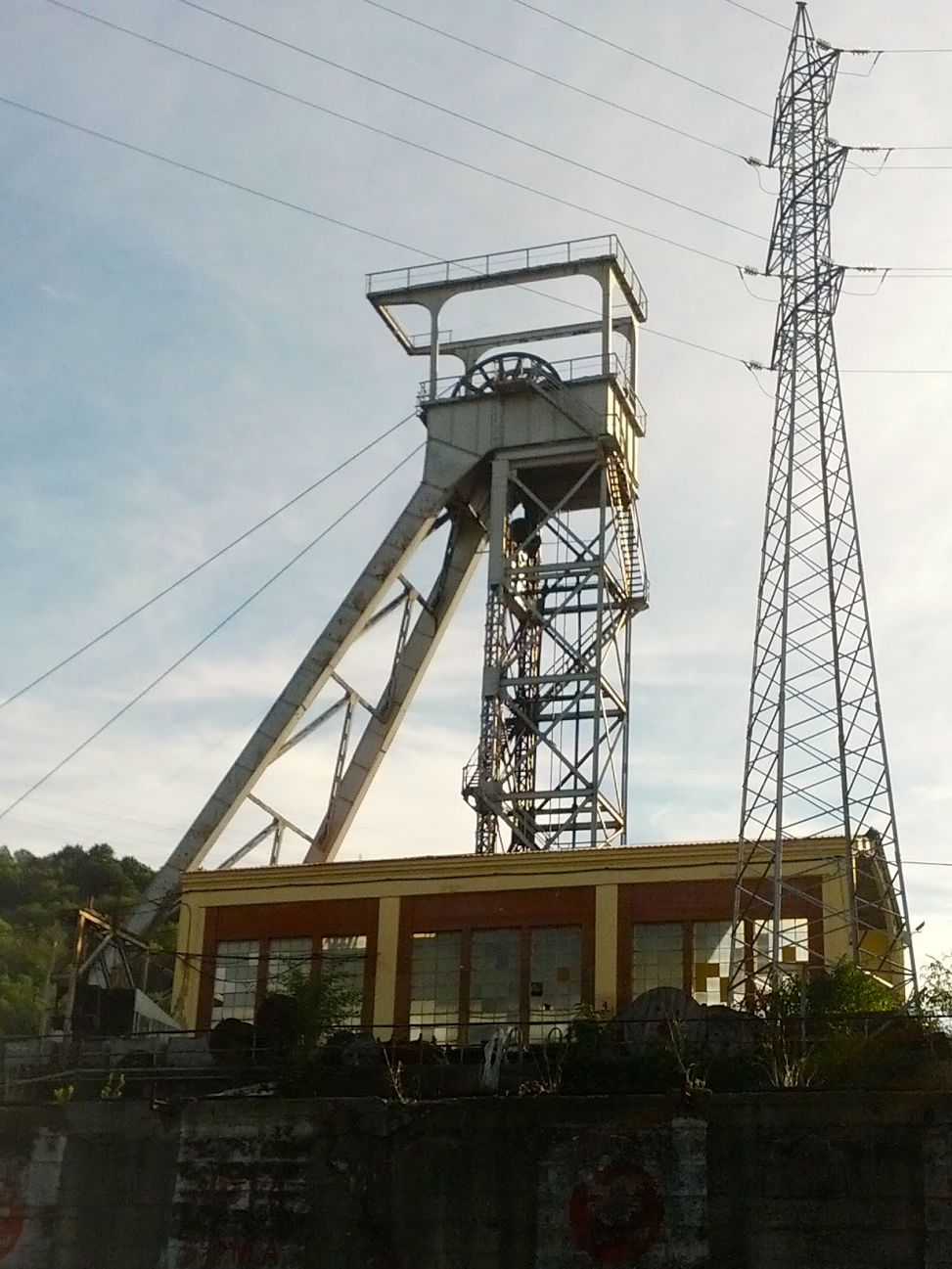
Pozo Lláscares de La Felguera, una de las minas cuyos trabajadores participaron en la huelga.

La huelga minera de Asturias de 1962 (conocida también como la huelgona o la huelga del silencio) fue una huelga obrera que tuvo lugar en la primavera de 1962, durante la dictadura franquista. La huelga terminó dos meses después de haber comenzado, con numerosos mineros deportados, una dura represión y tras haber conseguido algunas reivindicaciones.

## Contexto económico y social
En 1959 se inicia en España el llamado Plan de Estabilización, que liberalizó la economía española y perjudicó gravemente a la minería, que no había recibido nuevas inversiones por parte de los empresarios desde finales del siglo XIX. De aquí se llegó a un malestar salarial y a la carestía a nivel social, por lo que poco tiempo después las empresas mineras fueron nacionalizadas. Esto provocó que los beneficios económicos de la minería fueran privatizados, mientras que sus pérdidas fueron asumidas por la mayoría de la población. A esto hay que sumarle el inconformismo general con el franquismo que se iba presentando cada vez más como algo "arcaico". Además, el nacimiento de jóvenes que no habían vivido la Guerra civil ni la represión sirvió para reforzar al movimiento obrero.

## La huelga

### Antecedentes
Ya en 1957 y 1958 tienen lugar huelgas en el Pozo María Luisa y en las minas de Carbones La Nueva. Sin embargo, en 1962, ocho mineros fueron despedidos del Pozo Nicolasa, en Mieres, al protestar por las duras condiciones de trabajo. Este fue, junto a las duras condiciones de vida en la Cuenca minera y la mayoría de jóvenes dispuestos a enfrentarse al Régimen, el detonante de la huelga.

### Desarrollo de la huelga
Así pues, en la mañana del 6 de abril de 1962 les fue comunicado el despido a los mineros. Como medida de solidaridad, sus compañeros del pozo Nicolasa se negaron a su vez a trabajar, por lo que días después otros 25 mineros fueron despedidos. Así comenzó la huelga, que llegó a movilizar en Asturias a cerca de 65.000 obreros de diversas industrias. La huelga del 62 fue conocida como huelga del silencio porque se desarrolló de manera pacífica y silenciosa. Esto extrañó a las autoridades, más acostumbradas a la actitud agresiva de los mineros asturianos. Además, durante la huelga destacó la solidaridad entre los huelguistas, que acabó resultando clave para que pudiera sostenerse. Fueron puestos en marcha comedores infantiles gratuitos.
Sin embargo, pasado el primer mes de huelga, la situación se complicó y las familias comenzaron a tener problemas serios para subsistir, con lo que algunos esquiroles intentaron volver a la mina. Fue entonces cuando las mujeres integradas en el Partido Comunista deciden continuar la huelga y organizar piquetes, así como llevar a cabo labores de información al resto de mujeres para que el paro pudiera seguir. El papel de mujeres como Anita Sirgo, Tina Pérez o Celestina Marrón fue fundamental para crear redes solidarias, pidiendo comida y logrando la subsistencia cuando parecía que la huelga iba a fracasar.

### Conclusión
Entre los días 4 y 7 de junio de 1962 la huelga cesó y los trabajadores volvieron a sus puestos. El entonces ministro general del Movimiento Nacional, José Solís Ruiz, negoció directamente con los huelguistas. Parte de las reivindicaciones fueron concedidas: hubo mejoras salariales, revalorización de las pensiones, anulación de algunas sanciones y libertad para los detenidos. Fue la única ocasión durante el franquismo en la que, estando prohibido el derecho a huelga, un ministro cedió y acudió directamente a negociar con los huelguistas y no con el Sindicato Vertical. En aquellas jornadas Solís colocó un ramo de flores frente al Monumento al trabajador minero en Sama de Langreo como gesto de buena voluntad.
Fueron atendidas varias de las reivindicaciones obreras que, además, quedaron recogidas en el BOE. Sin embargo, tras las huelgas, un gran número de mineros fueron despedidos o deportados fuera de Asturias. El movimiento también provocó fricciones entre la Iglesia y el régimen.

## Consecuencias y repercusión

### Represión
El Régimen, cuya máxima autoridad en Asturias era Marcos Peña Royo, respondió reprimiendo a las familias mineras que participaron en dicha huelga, además de la represión "silenciosa" y cruenta de las fuerzas del orden de la época, como la Guardia Civil. Durante el tiempo que duró la huelga, aproximadamente cuatrocientos trabajadores fueron detenidos y muchos de ellos torturados. Además, muchos trabajadores fueron forzados a salir de sus domicilios para acudir forzosamente al trabajo. Otros trabajadores fueron procesados y deportados.

### A nivel nacional
A nivel nacional, la huelga minera sirvió como detonante para otras huelgas generales en toda España, que llegaron a movilizar a más de 300.000 obreros en todo el territorio. En gran parte de estas movilizaciones, la razón explícita era mostrar solidaridad con los mineros asturianos. La huelgona puso otra vez a Asturias en el foco internacional, cosa que no pasaba desde la Revolución de 1934. 
Además, las huelgas se extendieron por todo el territorio español con huelgas de solidaridad. Por otra parte, las huelgas sirvieron como detonante para que la oposición al franquismo se reuniera en junio de 1962 en el conocido como Contubernio de Múnich. Además, un grupo de intelectuales, encabezados por Ramón Menéndez Pidal, firmaron un manifiesto reclamando libertad informativa y el reconocimiento del derecho a la huelga. Asimismo, en solidaridad con las mujeres de los mineros que habían sido detenidas, torturadas y rapadas, un grupo de mujeres entre las que se encontraban algunas intelectuales notables como Dolores Medio o Gabriela Sánchez Ferlosio, salieron a manifestarse junto con estudiantes en Madrid y Barcelona, entonando varias veces el Asturias, patria querida. Al acto, celebrado el 15 de mayo, festividad de San Isidro en la capital, acudieron unas 400 personas. Para el escritor Jorge Martínez Reverte, durante la huelga comenzó "la transición política española".

### Impacto internacional
Sindicatos franceses y galeses enviaron representantes a Asturias para conocer sobre el terreno la realidad de las condiciones de la huelga. Por otra parte, las noticias del encierro de las mujeres en la catedral de Oviedo llegaron a otros países como Francia o Bélgica, donde se organizaron huelgas de solidaridad como medida de apoyo a la huelga.
Además, la huelga contribuyó a mostrar el rostro totalitario del régimen franquista, lo que dificultó su integración en la Comunidad Económica Europea.

## Filmografía
- Hay una luz en Asturias... (RTPA). 2002. Consultado el 3 de junio de 2019.
- Amanda Castro (2008). A golpe de tacón. Consultado el 3 de junio de 2019.
- «La huelga del silencio». Documentos TV. . Transcripción. TVE. 6 de mayo de 2012.

## En la cultura popular
- Chicho Sánchez Ferlosio dedicó su canción Coplas del tiempo a la huelga de 1962, ya desde los primeros versos: Hay una lumbre en Asturias / que calienta España entera / y es que allí se ha levantado / toda la cuenca minera.[13]
- El pintor Pablo Picasso representó en un dibujo un puño que sujeta una lámpara de mina en apoyo a las huelgas mineras.[14][8]